# 磁倾角
磁傾角（Magnetic dip）是在地球表面磁场與地平線所成的夾角。一般來說，北半球的磁傾角為正，南半球的磁傾角為負。將磁傾角為零的地方連起來，此線稱為磁傾赤道，與地球赤道比較接近。